# Textiel

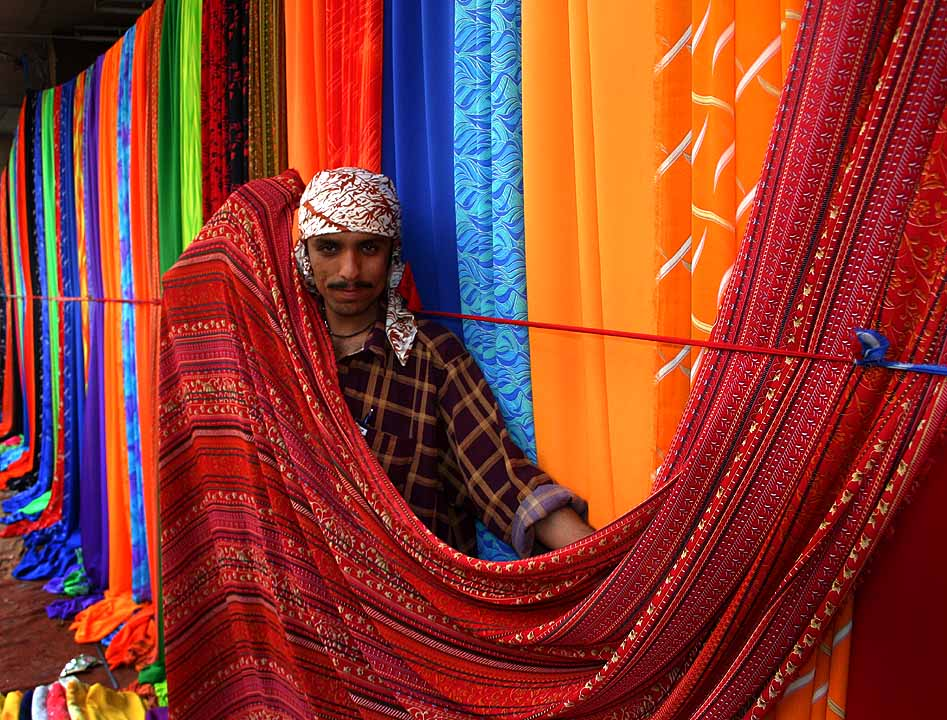
Kleurrijk textiel in Pakistan

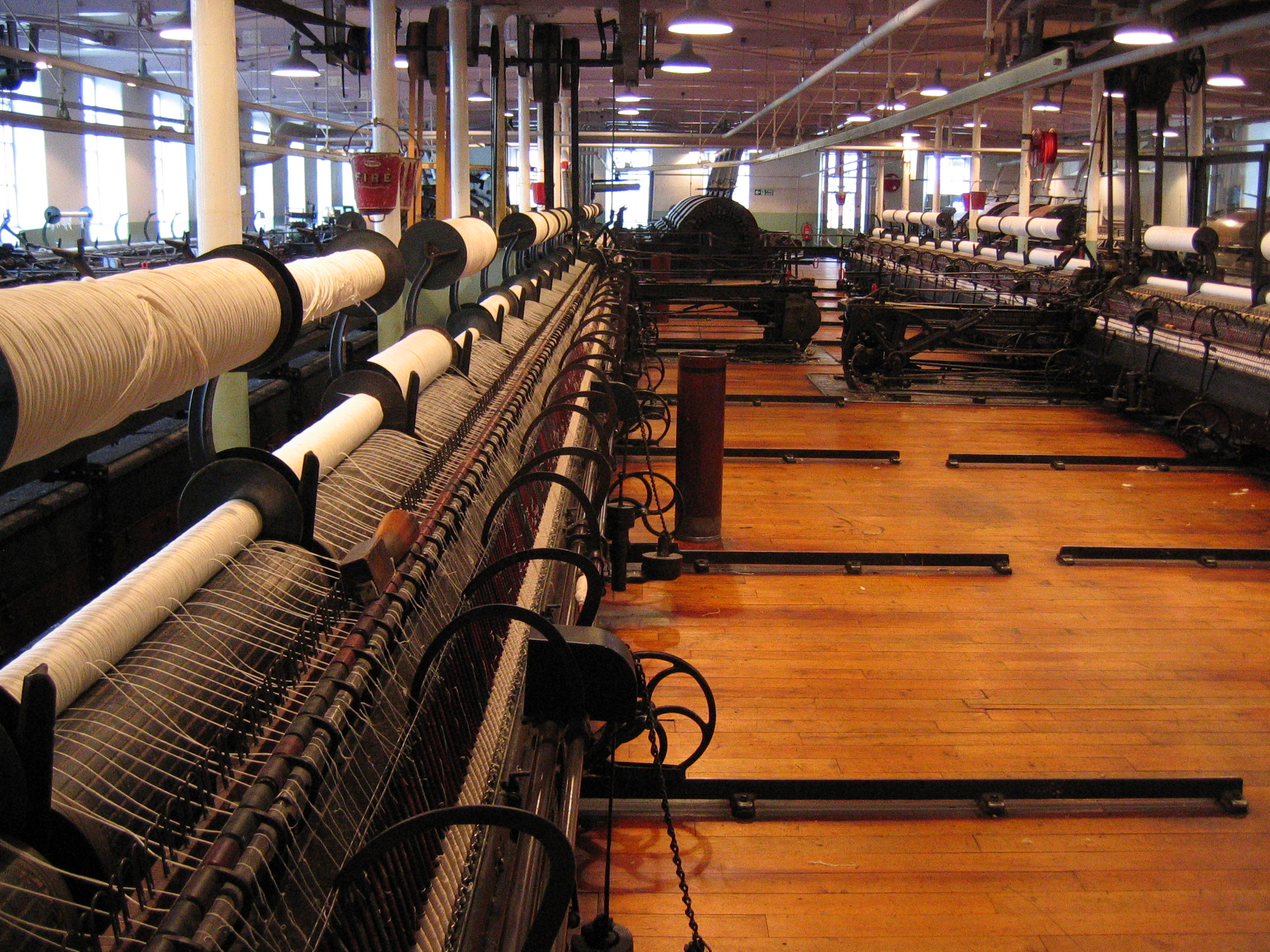
Selfactorspinnerij

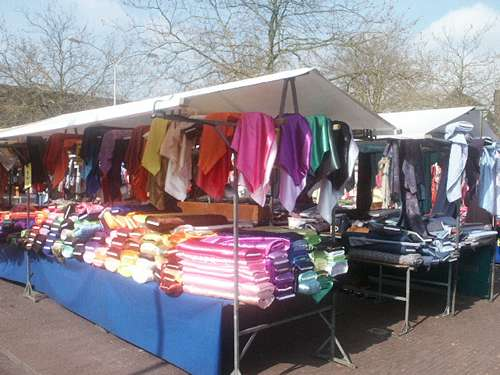
Textielmarkt Doetinchem

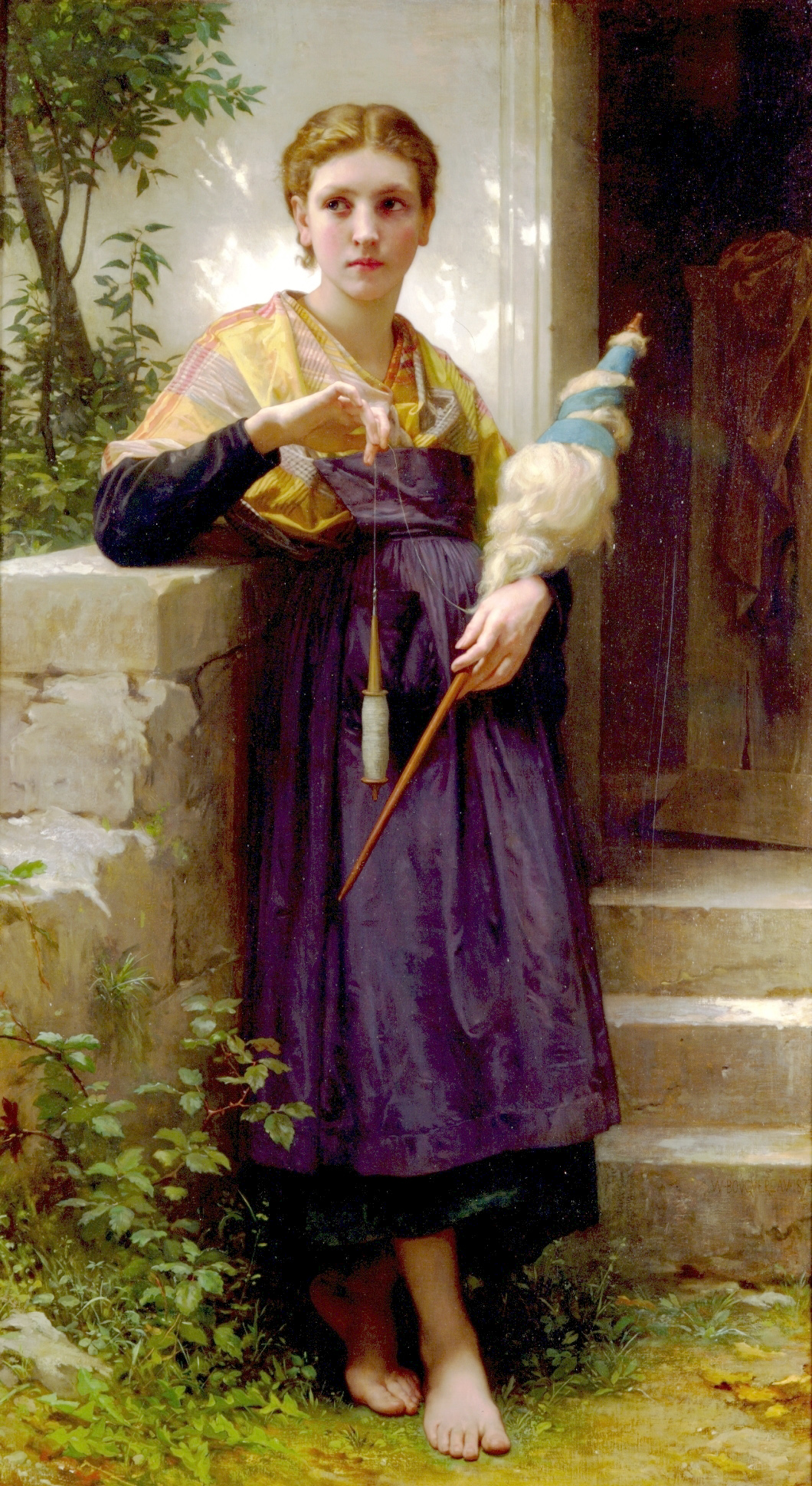
Een spinster met spintol en wol (1873), door William Bouguereau

Textiel is letterlijk "al wat geweven is". Het woord is afgeleid van het Latijnse woord "texere" dat weven betekent.
De textielproducten zoals die vroeger in een manufactuur werden geweven, noemt men wel manufacturen.
In het moderne spraakgebruik wordt textiel veel ruimer gebruikt: textiel is een materiaal dat bestaat uit filamenten (eindloze draden) of vezels (korte stukjes draad). Dat wil zeggen dat non-wovens (filamentvlies en vezelvlies) er ook toe gerekend worden.
Textiel is praktisch altijd vervormbaar en kan een-, twee- of driedimensionaal zijn.

## Algemeen
De samenhang in het textiele materiaal ontstaat door de grondstoffen eerst te spinnen tot dunne draden, en vervolgens te twijnen tot dikkere draden.
Na het spinnen is een eendimensionale textiel ontstaan: het garen. Ook getwijnde, gekableerde of geslagen textiel (twijn, touw of kabel) noemen we eendimensionaal omdat de dikte vergeleken met de lengte zeer klein is.
De draden kunnen vervolgens in een tweedimensionale vorm gebracht worden door borduren,  breien, haken, knopen, kantklossen, vervilten, vlechten of weven. 
Gebreide, geknoopte, gevlochten en geweven textiel gaat uit van garen en is meestal tweedimensionaal en in uitzonderingsgevallen driedimensionaal (afstandsweefsel of breisel, slangen en zakken). Gevlochten textiel is een- (koord), twee- (band) of driedimensioneel (omvlechtingen). Bij de vliesvorming is in tegenstelling tot de andere technieken geen garen nodig. Ook met losse vezels kan een textiel materiaal gevormd worden (onder andere vilt). Vliezen zijn tweedimensionaal.
Van textiel worden onder andere kleding (waaronder bedrijfs- en beschermende kleding), huishoudtextiel, woningtextiel, technische textiel, geotextiel, rubberversterking en kunststofversterking gemaakt. Verder wordt textiel in allerlei hobby´s en in de kunst toegepast.

## Eigenschappen
Geweven textielsoorten worden het meest gebruikt. De meeste stoffen hebben een goede en een verkeerde kant. Zo ziet bij een bedrukte stof de bedrukking er aan de goede kant het mooiste uit. De meeste stoffen, behalve bijvoorbeeld vilt of de voeringsstof vlieseline, hebben een draadrichting die parallel is aan de zelfkant. Dat is derhalve de richting van de schering bij het weven van de stof. Bij het knippen van de stof wordt rekening gehouden met de draadrichting, die dan meestal verticaal loopt in het eindproduct (zoals bij een kledingstuk, gordijnen, etc). Op patronen voor kleding wordt deze richting aangegeven met de term "recht van draad".
Bij bepaalde kledingstukken, bijvoorbeeld als een strepenpatroon juist diagonaal moet lopen, wordt de stof ook wel "schuin van draad", onder 45°, geknipt.
Sommige stoffen hebben een vleug, zoals fluweel of corduroy. De vleug veroorzaakt een andere kleurdiepte bij verschillende lichtinval. Meestal worden de onderdelen van een kledingstuk "met de vleug mee" geknipt.

## Geschiedenis
De ontwikkeling van spinnen en weven van linnen is vanaf 3400 v.Chr. in Egypte begonnen. Ook de zijdecultuur kan bogen op een lange geschiedenis, vanaf 2600 v.Chr. wordt in China zijde gesponnen en tot stoffen geweven. Er zijn bronnen die veronderstellen dat de textiel- en weefkunst al veel ouder is (20.000 v.Chr.), uit een van de belangrijkste vondsten van de laatste decennia, de ijsmummie Ötzi, blijkt in ieder geval dat hij in die tijd (3100 v Chr.) nog geen geweven textiel droeg.

### Textielhandel in Nederland en België
Al in de dertiende eeuw was Brugge in de Nederlanden het centrum van de lakenindustrie en textielhandel.
Alle handel in textiel wordt samengevoegd met de term MITT (Mode-, Industrie-, Tapijt- en Textielindustrie). In Nederland werken in het jaar 2014 ongeveer 16.000 mensen bij iets meer dan 3.300 bedrijfsvestigingen (zowel groothandel als detailhandel).
Voor consumenten vindt de handel in textiel plaats in gespecialiseerde stoffenwinkels, maar ook op markten. Een van de oudste textielmarkten in Nederland is de lapjesmarkt in Utrecht. Deze markt stamt uit de 16e eeuw.

## Grondstoffen
De grondstof waaruit textiel gemaakt wordt zijn filamenten of vezels. Bij het benoemen van de grondstoffen spreekt men echter altijd van vezels en niet van filamenten.
De textielgrondstoffen kan men indelen in de volgende groepen:
- natuurlijke grondstoffen
  - vezels van plantaardige afkomst
  - vezels van dierlijke afkomst
- kunstmatige grondstoffen
  - vezels met een natuurlijke oorsprong
  - vezels met een synthetische oorsprong.

De voornaamste plantaardige vezel is nog steeds katoen, gevolgd door linnen. Hennep, brandnetels en bamboe worden inmiddels ook toegepast in kleding. Andere vezels zijn manillahennep, sisal, kokos enz. De belangrijkste dierlijke vezel is wol en daarna zijde, angora, camel en diverse andere haarsoorten.
Eind 19e eeuw zijn de eerste kunstmatige vezels gemaakt. Omdat de natuurlijke vezels bestaan uit lange moleculen, de macromoleculen, werd gezocht naar geschikte moleculen uit goedkope natuurlijke grondstoffen. Uit hout werd het cellulose molecuul gebruikt om de eerste kunstmatige vezel op natuurlijke basis te maken: rayon.
In de 20e eeuw werd gezocht naar synthetische macromoleculen om vezels van te maken. Dat lukte in 1938 met de ontdekking van de eerste geheel synthetische vezel Nylon. Na deze polyamide vezel volgden nog zeer veel andere vezels als polyester, polyacryl, polyurethaan, polyetheen, polypropeen en aramide.
In de 21e eeuw is textielrecycling in opkomst. De technische levensduur van kleding is zelden bereikt wanneer kleding weggedaan wordt door de eigenaar. Vanwege de hoge ecologische druk van onder meer katoen en wol is het noodzakelijk om textiel opnieuw te gebruiken.

### Soorten textiel
Hieronder een overzicht van geweven, gebreide of voorgeborduurde textielsoorten, gesorteerd op de grondstof, waarbij sommige textielsoorten ook gemaakt kunnen zijn uit een andere grondstof uit onderstaande grondstoffenlijst. 
- Hennep: canvas
- Jute
- Katoen: badstof, broderie anglaise, boerenbont, chambray, chintz, denim, fluweel, hamans, jersey, madrasruit, molton, mousseline. neteldoek, ongebleekte katoen, overhemdkatoen, parcal, poplin katoen, ribfluweel (corduroy), tricot,    voile
- Synthetisch: acetaat, acryl, kunstzijde, polyester, viscose (ook wel rayon genoemd), imitatiebont
- Vlas: linnen, katoen-linnen, linnen modekwaliteit, bedrukt linnen, kostuumlinnen, fantasielinnen, kant, tule
- Wol: angora, batist, bombazijn, bourat, caffa,  camel, crêpe, duffel, flannel, gabardine, kasjmier,  kroonras, laken, lakenras,  mohair, molton, perpetuanas, ras(set), saai, scharlaken,  schotse ruit, serge, stamet, trijp, tweed
- Zijde: armozijn, brokaat, chiffon, crêpe, damast, dupioni, habutai, krip,  matka, organza, satijn, satin duchesse, taf/taft

## Technieken
De manieren om textiel te maken kunnen verdeeld worden in industriële en als hobby beoefende methodes.
Industriële technieken:
- Het maken van garen
  - vezelgarenspinnen
  - filamentgarenspinnen
- Het maken van doek
  - vliesvorming
  - weven
  - breien
  - vlechten
  - knopen
  - tuften

Technieken die als hobby uitgeoefend worden:
- Het maken van garen
  - spinnewiel
  - spintol
- Het maken van doek
  - haken
  - naaldbinden
  - punniken
  - knopen
  - macramé
  - kantklossen

Voordat textiel op de markt komt ondergaat het nog een of meer nabewerkingen. Deze zijn sterk afhankelijk van de toepassing. Enkele mogelijkheden zijn:
- verven
- bedrukken
- nabehandelen om de eigenschappen te verbeteren
- borduren
- plooien of rimpelen
- smocken

## Toepassingen
Textiel wordt niet alleen voor kleding gebruikt, maar ook in vele andere technische toepassingen zoals:
- beschermende kleding zoals handschoenen tegen snijwonden, veiligheidskleding, kogelwerende vesten.
- huishoudelijke toepassingen, zoals in, poetslappen, dweilen, lakens, dekens, theedoeken, handdoeken, tafelkleden, zakdoeken.
- woningtextiel zoals vitrage, gordijnen, tapijt, vloerbedekking, zonneschermen.
- technische textiel zoals dekzeilen, tenten, parachutes, schermen, veiligheidsgordels, touwen.
- geotextiel zoals dijkbescherming, erosiebescherming, versteviging van de ondergrond onder wegen.
- rubberversterking zoals in fiets- en autobanden, transportbanden, slangen, rubberboten.
- kunststofversterking zoals versterking van polyester voor boten en auto´s en bepantsering van auto´s.

Daarnaast is textielkunst een onderdeel van de beeldende kunst.

## Beschadiging van textiel
Door het gebruik kunnen in textiel specifieke vormen van schade optreden.
- door het wrijven kunnen slijtplekken ontstaan, die vervolgens tot een gat kunnen leiden
- langs zomen of bijvoorbeeld randen van kragen of manchetten kan de stof gaan rafelen.
- door te grote belastingen kunnen scheuren ontstaan, met als bijzondere vorm de winkelhaak
- In breiwerk kunnen gaten vallen, die gerepareerd kunnen worden door stoppen of mazen

Ook dieren kunnen schade aan textiel veroorzaken, bijvoorbeeld de kleermot en museumkever